# Geothelphusa dehaani
Geothelphusa dehaani es una especie de crustáceo decápodo de la familia Potamidae.

## Distribución geográfica
Es oriundo de las islas de Honshu, Kyushu y Ryūkyū (Japón).